# Die Hebamme – Auf Leben und Tod
Die Hebamme – Auf Leben und Tod ist ein deutsch-österreichischer Fernsehfilm aus dem Jahr 2010. Er wurde beim Filmfest München 2010 uraufgeführt, am 1. November 2010 auf ORF 2 erstgesendet und lief am 9. Mai 2011 als Fernsehfilm der Woche im ZDF. In dem um 1813 spielenden Historienfilm spielt Brigitte Hobmeier die Titelrolle einer Tiroler Hebamme, die mit der Kirche und der Schulmedizin in Konflikt kommt.

## Handlung
In einem Tiroler Bergdorf lebt um 1813 herum die verwitwete Hebamme Rosa Koelbl mit ihrer jungen Schwester Anna. Zur selben Zeit, als sie der Bachler-Bäuerin fast gegen deren Willen bei der Geburt des achten Kindes hilft, ist auch der junge Medicus Gennaro Kauner beim Pfarrer im Dorf zu Besuch. Rasch ist zu erkennen, dass sie mit dem jungen Arzt viele Ansichten teilt, die aber für die damalige Zeit als aufklärerisch gelten. Eine davon ist die Idee des Arztes (und des vorgesetzten Medizinalrats) eines Gebärhauses, in dem Frauen in Ruhe und unter wesentlich hygienischeren Bedingungen ihre Kinder zur Welt bringen können als im Dorf oder den Armenvierteln der Stadt.
Kurz darauf erfährt Rosa, dass ihre Schwester Anna von einem Jungbauern, Karl Bachler, auf dessen Hof sie als Magd arbeitet, schwanger ist. Nachdem dieser sich weigert, zu dem Kind zu stehen und die junge Frau zu heiraten, unternimmt Anna einen Suizidversuch. Rosa und der junge Arzt können sie im letzten Moment retten. Auf Grund dieses Ereignisses entschließt sich Rosa mit ihm und ihrer Schwester in die Stadt zu gehen, wo der Arzt in dem von der Universität eingerichteten Gebärhaus arbeitet. Rosa beginnt dort als Hebamme und Ausbilderin für junge Hebammen zu arbeiten. Dort werden auch Medizinstudenten in der Geburtshilfe unterwiesen. Auch Anna soll ihr Kind hier zur Welt bringen. Schon bald hat Rosa gute Erfolge mit ihren für die damalige Zeit fortschrittlichen und unkonventionellen Methoden. Mehrere Fälle von schwerem Kindbettfieber, das die Frauen nur dank der aufopfernden Pflege von Rosa und ihren Schülerinnen überleben, bringt sie mit dem abgestandenen Weihwasser in Zusammenhang, auf dessen Anwendung im Mutterleib die Kirche bei der Nottaufe vor komplizierten Entbindungen besteht. Sie teilt diese Überlegungen auch dem Arzt mit, der diesen Zusammenhang aber, wiewohl Atheist, aus Scheu vor Konflikten mit Staat und Kirche nicht weiter verfolgt.
Bald kommen sich Rosa und der Medicus zwischenmenschlich näher, was ihn jedoch nicht daran hindert, auf seinem Vorrang bei medizinischen Ansichten und Aufgaben zu bestehen, und das trotz ihrer wiederholten Erfolge, wenn es um die Behandlung und Unterstützung der Frauen bei der Geburt geht.
Im Fall der jungen Martha nimmt der Arzt eine Kaiserschnittentbindung vor, in deren Verlauf die Mutter stirbt und das Kind überlebt. Nachdem Martha nicht die erste Frau ist, die nach einem Kaiserschnitt durch den Medicus stirbt, berichtet Rosa dem „Medizinalrat“ der Universität, dem das Gebärhaus untersteht, von dem Vorfall und verlangt eine Obduktion. Marthas Kind bringt Rosa nicht in das Findelhaus, weil sie der Überzeugung ist, dass es dort nicht einmal eine Woche überleben würde. Sie findet Hilfe bei einer Frau, der sie bei der letzten Geburt geholfen hat, und die das Kind zusätzlich zu ihren fünf Kindern aufnimmt.
Weil es strafbar sei, das Waisenkind nicht ins Findelhaus gebracht zu haben, flüchtet Rosa vor der Polizei und geht zusammen mit der hochschwangeren Anna in ihr Dorf zurück. Dort hat in ihrer Abwesenheit ihre ältere Schwester inzwischen das ererbte Haus verkauft. Rosa und Anna finden Zuflucht bei Rosas älterer Freundin Kathi, von der sie erfährt, dass die Pachler-Bäuerin, Maria, der sie bei der Geburt geholfen hatte, inzwischen gestorben ist.
In der Zwischenzeit ergab die Obduktion der an den Folgen des Kaiserschnitts verstorbenen Martha, dass der Arzt das Becken falsch vermessen hat und die Operation unangebracht war. Der Medizinalrat schützt jedoch den Kollegen vor dem Verlust der Approbation.
Im Dorf gerät Rosa, vor allem unter den Männern, deren reaktionäre Ansichten auch vom Pfarrer unterstützt werden, immer mehr zur Außenseiterin, setzt sich aber weiterhin für Frauen ein, beispielsweise wenn diese von ihren Männern misshandelt werden.
Während der Kirchweih, bei der Rosa von der Dorfbevölkerung „geschnitten“ wird, weil der Bauer Pachler sie für den Tod seiner Frau verantwortlich macht, kommt der Arzt zu Besuch ins Dorf und gesteht ihr seinen medizinischen Irrtum. Er bietet ihr an, sie nach Wien mitzunehmen, wohin er inzwischen berufen wurde. Mitten im Gespräch wird Rosa zu ihrer Schwester Anna gerufen, bei der die Geburt eingesetzt hat. Es ist eine schwierige Geburt, und die Frauen des Dorfes beten um das Leben des Kindes und der Mutter. Der Pfarrer erscheint und besteht mitten in der Entbindung wieder auf einer Nottaufe. Rosa weigert sich zuerst, worauf der Pfarrer versucht auch den Medicus unter Druck zu setzen. Schließlich spricht Rosa den Taufspruch, verabreicht aber nicht das Weihwasser (als Einlauf) durch den Geburtskanal, was eine nach dem damaligem katholischen Recht schwere Verfehlung darstellt. 
Im Abspann erfahren die Zuschauer, dass Rosa wegen Kindesentführung zu drei Jahren Haft verurteilt wird und darüber hinaus wegen des „Fehlverhaltens“ bei der Nottaufe ihre Zulassung als Hebamme verliert.

## Hintergrund
Die Geschichte beruht zum Großteil auf wahren Begebenheiten in dieser Zeit, wenn auch an anderen Schauplätzen. Der Stoff basiert auf wahren Motiven aus dem Leben der Barbara Wiedenman (* 1695) und Katharina Hintermeier, die zwischen 1730 und 1830 in Augsburg und Ingolstadt lebten und als Hebammen praktizierten. Die Figur des Medicus ist angelehnt an den Fall des Arztes Dr. U. aus Ingolstadt, dessen handwerkliches Unvermögen zu einer Reihe von verletzten Gebärenden führte. Ein weiterer dokumentierter Fall ist die Geschichte des Augsburger Dr. Daisch, der als „Todesengel“ Mitte des 18. Jahrhunderts eine traurige Berühmtheit erlangte. Die Ärztekammer hatte damals einen Fall untersucht, bei dem es bei 61 Geburten zu 22 Teodesfällen unter den Müttern und 43 toten Kindern kam. Erst 1881 gelang dem Arzt Ferdinand Adolf Kehrer (1837–1914) in Deutschland der erste moderne Kaiserschnitt, den Mutter und Kind (sehr lange) überlebten.
Die Dreharbeiten zu der knapp drei Millionen Euro teuren Produktion fanden im Mai und Juni 2009 in Tirol statt. Sie wurden von der Münchner Roxy Film in Koproduktion mit der Salzburger SK Film & Fernsehproduktion, dem ZDF und dem ORF durchgeführt und vom FilmFernsehFonds Bayern und dem Fernsehfonds Austria finanziell gefördert. Bei der österreichischen Erstausstrahlung hatte der Film durchschnittlich 720.000 Zuschauer und einen Marktanteil von 24 %, im ZDF bedeuteten 4,68 Millionen Zuschauer einen Marktanteil in Deutschland von 15,7 %.

## Kritik
Christina Hucklenbroich schreibt in der FAZ von einem „Ausnahmefilm“ über die Unterdrückung der Frauen im frühen neunzehnten Jahrhundert. Die Hebamme liefere „Bilder, die lange in der Erinnerung bleiben – auch, weil der Film bis in die Nebenrollen hinein hochkarätig besetzt“ sei. Brigitte Hobmeier sei in der Hauptrolle „überragend“ und fülle die Rolle „mit ihrem authentischen und schnörkellosen Spiel“ aus, „als wäre sie für sie geschrieben worden.“
Der Kritiker Rainer Tittelbach urteilt: „Die Heldin in Die Hebamme – Auf Leben und Tod ist eine Reisende zwischen den Welten und den Zeiten. Zwischen den Autoritäten anno 1813, der Kirche und der Wissenschaft, bleibt Rosa Koelbl eine Fremde. Die Zeit ist noch nicht reif für die Werte, die diese Frau verkörpert. Der Film erzählt eine Geschichte. Er plottet nicht. Das Erzählte lebt durch die Erzählweise. Das Medium heißt nicht umsonst Fern-Sehen. Jo Heims Kameraarbeit ist von einer Präzision und von einer ästhetischen Raffinesse, wie man es lange nicht gesehen hat. Und Brigitte Hobmeier ist eine Offenbarung. Ein Gesicht wie aus jener Zeit. Ein sinnlicher Hochgenuss – und zugleich ein historischer Film, der etwas vermittelt über seine Zeit.“

## Auszeichnungen

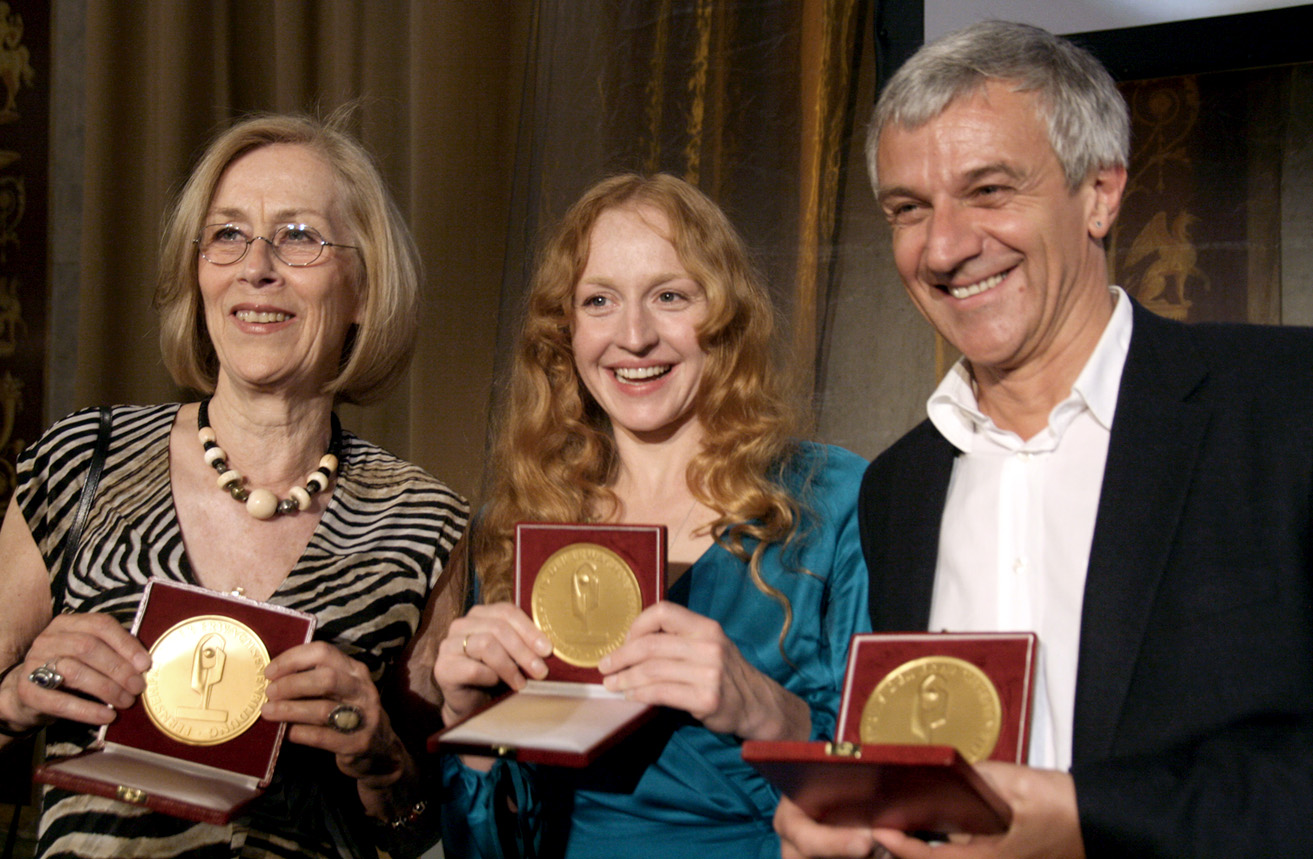
Dagmar Hirtz, Brigitte Hobmeier und Peter Probst bei der Verleihung des Fernsehpreises der Österreichischen Erwachsenenbildung 2011 für Die Hebamme

- Zoom Igualada – European Television Festival 2010: „Official Jury Awards“ in den drei Hauptkategorien[10]
  - „Bester Film“
  - „Beste Regie“ an Dagmar Hirtz
  - „Bestes Drehbuch“ an Peter Probst
- Fernsehpreis der Österreichischen Erwachsenenbildung 2010 an Dagmar Hirtz, Peter Probst und Brigitte Hobmeier[11]
- Silberne Magnolie in der Kategorie TV-Film beim 17. Shanghai TV Festival 2011[12]
- Nominierung für die Wettbewerbe des Fernsehfilm-Festivals Baden-Baden 2011
- Nominierung für den Deutschen Fernsehpreis 2011 in der Kategorie „Bester Fernsehfilm“
- Nominierung für die Goldene Kamera 2012 in den Kategorien „Bester Fernsehfilm“ und „Beste deutsche Schauspielerin“ (Brigitte Hobmeier)
- Stern des Jahres der Münchner Abendzeitung als „Fernsehereignis 2011“
- Grimme-Preis 2012 an Peter Probst, Dagmar Hirtz, Jo Heim, Brigitte Hobmeier sowie Rudi Czettel (Szenenbild/Ausstattung)